# Joe Gauci
Joe Anthony Gauci (Adelaide, 4 luglio 2000) è un calciatore australiano, di origini maltesi, portiere del Port Vale, in prestito dall'Aston Villa, e della nazionale australiana.

## Carriera

### Club

#### Primi passi
Ha iniziato a giocare a calcio nelle giovanili del Waiheke United, insieme al fratello.
Schierato inizialmente come attaccante, fu durante una partita scolastica che giocò una partita come portiere. Viste le ottime impressioni, l'allenatore decise di schierarlo sempre come portiere.
Dopo un periodo di tempo trascorso sull'isola di Waiheke, Gauci e la sua famiglia decidono di tornare in Australia meridionale. Un'occasione per Gauci di unirsi all'Under-12 del Cumberland Utd, squadra della cittadina.
Negli anni successivi, è stato selezionato dalla Rappresentativa Under-14 dell'Australia meridionale. Ciò gli ha permesso di rappresentare l'Australia Meridionale nelle sfide tra nazionali tenutesi a Coffs Harbour, ma ha anche portato alla sua selezione nella NTC (National Training Center), dove ha avuto Carl Veart e Matthew Nash, come allenatori.

#### Aston Villa e prestiti a Barnsley e Port Vale
Il 4 febbraio 2024 si trasferisce all'Aston Villa.
Il 30 gennaio 2025 passa in prestito al Barnsley.
L'11 agosto 2025 passa in prestito al Port Vale.

### Nazionale
Ha giocato nella nazionale australiana Under-23.
Il 28 marzo 2023 esordisce con l'Australia nell'amichevole persa contro l'Ecuador.